# Anthropologie structurale deux
 (novembre 2021).
Si vous disposez d'ouvrages ou d'articles de référence ou si vous connaissez des sites web de qualité traitant du thème abordé ici, merci de compléter l'article en donnant les références utiles à sa vérifiabilité et en les liant à la section « Notes et références ».
Anthropologie structurale deux est un recueil de textes de Claude Lévi-Strauss, publié en 1973 (année où il fut élu à l'Académie française). Ces textes se présentent comme la suite de Anthropologie structurale (1958). Ils sont considérés comme étant à l'origine de l'idée d'anthropologie structurelle.
Ces textes ont été écrits entre 1952 et 1973.

## Composition du recueil
- Vues perspectives
  - Le champ de l'anthropologie
  - Jean-Jacques Rousseau, fondateur des sciences de l'homme
  - Ce que l'ethnologie doit à Durkheim
  - L'œuvre du Bureau of American Ethnology et ses leçons
  - Religions comparées des peuples sans écriture

- Organisation sociale
  - Sens et usage de la notion de modèle
  - Réflexions sur l'atome de parenté

- Mythologie et rituel
  - La structure et la forme
  - La geste d'Asdiwal
  - Quatre mythes winnebago
  - Le sexe des astres
  - Les champignons dans la culture
  - Rapports de symétrie entre rites et mythes de peuples voisins
  - Comment meurent les mythes

- Humanisme et humanités
  - Réponses à des enquêtes
  - Critères scientifiques dans les disciplines sociales et humaines
  - Les discontinuités culturelles et le développement économique et social
  - Race et histoire